# Première Nation de Pehdzeh Ki
La Première Nation de Pehdzeh Ki est une Première Nation dénée des Territoires du Nord-Ouest au Canada. Elle fait partie des Premières Nations Dehcho. Elle est située à Wrigley le long du fleuve Mackenzie. Elle a environ 300 membres.

## Annexe